# La Almolda
La Almolda est une commune d’Espagne, dans la province de Saragosse, communauté autonome d'Aragon comarque de Monegros.

## Personnalités
- Agustín Abad (1714-1791), jésuite espagnol, est né à La Almolda.